# Люн
«Люн» (норв. FC Lyn) — норвезький футбольний клуб з Осло. Заснований 1896 року.

## Досягнення
- Чемпіон Норвегії: 1964, 1968
- Володар кубка Норвегії: 1908, 1909, 1910, 1911, 1945, 1946, 1967, 1968
- Чемпіон Осло: 1915, 1917, 1922, 1926, 1930, 1935, 1936, 1937

## Виступи в єврокубках
| Сезон   | Змагання                     | Раунд | Клуб              | Вдома | На виїзді | В сукупності |
| ------- | ---------------------------- | ----- | ----------------- | ----- | --------- | ------------ |
| 1963–64 | Кубок Європейських чемпіонів | ПР    | Боруссія Дортмунд | 2–4   | 1–3       | 3–7          |
| 1964–65 | Кубок Європейських чемпіонів | ПР    | Рейпас Лахті      | 3–0   | 1–2       | 4–2          |
| 1964–65 | Кубок Європейських чемпіонів | 1Р    | ДВС               | 1–3   | 0–5       | 1–8          |
| 1965–66 | Кубок Європейських чемпіонів | ПР    | Деррі Сіті        | 5–3   | 1–5       | 6–8          |
| 1967–68 | Кубок ярмарків               | 1Р    | Болонья           | 0–0   | 0–2       | 0–2          |
| 1968–69 | Кубок володарів кубків       | 1Р    | Алтай             | 4–1   | 1–3       | 5–4          |
| 1968–69 | Кубок володарів кубків       | 2Р    | Норрчепінг        | 2–0   | 2–3       | 4–3          |
| 1968–69 | Кубок володарів кубків       | 1/4   | Барселона         | 2–2   | 2–3       | 4–5          |
| 1969–70 | Кубок Європейських чемпіонів | 1Р    | Лідс Юнайтед      | 0–6   | 0–10      | 0–16         |
| 1971–72 | Кубок володарів кубків       | 1Р    | Спортінг          | 0–3   | 0–4       | 0–7          |
| 1972–73 | Кубок УЄФА                   | 1Р    | Тоттенгем Готспур | 3–6   | 0–6       | 3–12         |
| 2003–04 | Кубок УЄФА                   | КР    | НСІ Рунавік       | 6–0   | 3–1       | 9–1          |
| 2003–04 | Кубок УЄФА                   | 1Р    | ПАОК              | 0–3   | 1–0       | 1–3          |
| 2006–07 | Кубок УЄФА                   | 1КР   | Флора             | 1–1   | 0–0       | 1–1          |